# Герб Лебяжьевского района
Герб Лебяжьевского района Курганской области Российской Федерации — опознавательно-правовой знак, служащий официальным символом Лебяжьевского района Курганской области. Герб Лебяжьевского района отражает исторические, культурные, социально-экономические, национальные и иные местные традиции.
Герб утверждён решением Лебяжьевской районной Думы от 16 марта 2012 года № 213 и внесён в Государственный геральдический регистр Российской Федерации с присвоением регистрационного номера 7770.

## Описание
«В лазоревом поле с четверочастной каймой, попеременно образованной золотой головкой колоса и обычной зелёной — плывущий по волнам в цвет поля воздевший крылья серебряный лебедь с черными глазами и переносьем и с золотым клювом».
Герб Лебяжьевского района может воспроизводиться в многоцветном и одноцветном равно допустимых вариантах. Герб Лебяжьевского района в одноцветном варианте может воспроизводиться условной штриховкой для обозначения цветов (шафировкой).
Герб Лебяжьевского района может воспроизводиться в двух равно допустимых версиях:
- с вольной частью (четырехугольником, примыкающим к верхнему правому углу щита с воспроизведёнными в нём фигурами герба Курганской области)[2] ;
- без вольной части.

Герб Лебяжьевского района в соответствии с Методическими рекомендациями по разработке и использованию официальных символов муниципальных образований (Раздел 2, Глава VIII, п.п. 45-46), утверждёнными Геральдическим советом при Президенте Российской Федерации 28.06.2006 года может воспроизводиться со статусной короной установленного образца.

## Символика
Герб Лебяжьевского района — гласный, поскольку на гербе изображен лебедь. Название района и его административного центра рабочего поселка (ранее село) Лебяжье связано с большим количеством лебедей обитающих наравне с другими птицами (утками, гусями, чайками) на многочисленных озёрах района. Лебедь — символ верности и красоты.
Лебедь в окружении составной каймы — аллегория городского поселения поселка Лебяжье, входящего в состав района. Кайма — аллегория сельских поселений Лебяжьевского района.
Лазурное поле — символ многочисленных озёр, рек и других водных объектов Лебяжьевского района. Лазурь также — символ возвышенных устремлений, искренности, преданности, возрождения.
Золото — символ урожая, богатства, стабильности, уважения.
Зелёный цвет символизирует весну, здоровье, природу, молодость и надежду.
Серебро — символ чистоты, открытости, божественной мудрости, примирения.

## Авторская группа
- идея герба:
  - Евгений Николаевич Назаренко — учитель Лебяжьевской средней школы
  - Константин Моченов (Химки)
- художник и компьютерный дизайн: Оксана Афанасьева (Москва)
- обоснование символики: Вячеслав Мишин (Москва)